# Dean Jagger
Pour les articles homonymes, voir Jagger.
Dean Jagger est un acteur américain né le 7 novembre 1903 à Columbus Grove (Ohio), mort le 5 février 1991 à Santa Monica (Californie). Il repose à Hughson, au cimetière Lakewood Memorial Park.

## Biographie
Ira Dean Jagger naît à Columbus Grove en Ohio. Il fait ses débuts au cinéma dans The Woman from Hell (1929) avec Mary Astor. Il devient un acteur à succès, sans devenir une grande star et apparaît dans près de cent films dans une carrière qui se prolonge jusque peu de temps avant sa mort.

### Vie personnelle
Il abandonne l'école à plusieurs reprises avant d'entrer finalement au Wabash College. Dans cette université, il est membre de la fraternité Lambda Chi Alpha et joue au football. Dans sa deuxième année, il arrête ses études, se rendant compte que l'université ne lui convenait pas. Durant quelques semestres, il travaille comme enseignant dans une école élémentaire, avant d'intégrer le Conservatoire des Arts de Chicago (Art Lyceum Conservatoire). Avant de tourner son premier film en 1929, Jagger travailla à la radio.
Jagger a été baptisé comme membre de l'Église de Jésus-Christ des saints des derniers jours en 1972,.
Il meurt d'une maladie cardiaque à Santa Monica en Californie.

## Filmographie
- 1929 : Miss Lucifer (en) (The Woman from Hell) d'A. F. Erickson : Jim Coakley
- 1929 : Handcuffed de Duke Worne : Gerald Morely
- 1930 : Whoopee! de Thornton Freeland : Adjoint
- 1934 : You Belong to Me d'Alfred L. Werker : Instructeur
- 1934 : College Rhythm de Norman Taurog : Coach Robbins
- 1934 : La Métisse (Behold My Wife), de Mitchell Leisen : Pete
- 1935 : Les Ailes dans l'ombre (Wings in the Dark) de James Flood : Tops Harmon
- 1935 : Home on the Range (en) d'Arthur Jacobson (en): Thurman
- 1935 : L'Infernale Poursuite (Car 99) de Charles Barton : Jim Burton, policier de la police montée
- 1935 : People Will Talk (en) d'Alfred Santell : Bill Trask
- 1935 : Brigade spéciale (Men Without Names), de Ralph Murphy : Jones
- 1935 : Wanderer of the Wasteland (en) d'Otho Lovering : Adam Larey
- 1935 : It's a Great Life d'Edward F. Cline : Arnold
- 1936 : Séquestrée (en) (Woman Trap) de Harold Young : 'Honey' Hogan
- 1936 : Treize Heures dans l'air (Thirteen Hours by Air) de Mitchell Leisen : Hap Waller
- 1936 : La Révolte des zombies (Revolt of the Zombies) de Victor Halperin : Armand Louque
- 1936 : Pepper de James Tinling : Bob O'Ryan
- 1936 : Star for a Night (en) de Lewis Seiler : Fritz Lind
- 1937 : Sous le voile de la nuit (Under Cover of Night) de George B. Seitz : Alan Shaw
- 1937 : Woman in Distress (en) de Lynn Shores (en) : Fred Stevens
- 1937 : Dangerous Number de Richard Thorpe : Vance Dillman
- 1937 : Song of the City (en) d'Errol Taggart (en) : Paul Herrick
- 1937 : Escape by Night (en) de Hamilton MacFadden : 'Capper' Regan
- 1937 : Exiled to Shanghai (en) de Nick Grinde et Armand Schaefer : Charlie Sears
- 1938 : Vacances payées de Alfred Santell : Charlie (Emma's husband)
- 1940 : L'Odyssée des Mormons (Brigham Young) de Henry Hathaway : Brigham Young
- 1941 : Les Pionniers de la Western Union (Western Union) de Fritz Lang : Edward Creighton
- 1941 : La Rose blanche (The Men in Her Life), de Gregory Ratoff : David Gibson
- 1942 : La Vallée du soleil (Valley of the Sun) de George Marshall : Jim Sawyer
- 1942 : The Omaha Trail de Edward Buzzell : 'Pipestone' Ross
- 1943 : La Kermesse des gangsters (I Escaped from the Gestapo) d'Harold Young : Torgut Lane (forger)
- 1943 : L'Étoile du Nord (The North Star) de Lewis Milestone : Rodion Pavlov
- 1944 : Étrange Mariage (When Strangers Marry) de William Castle : Paul Baxter
- 1944 : Alaska de George Archainbaud : U.S. Marshal Masters
- 1945 : I Live in Grosvenor Square de Herbert Wilcox : Sgt. John Patterson
- 1946 : Sister Kenny de Dudley Nichols : Kevin Connors
- 1947 : La Vallée de la peur (Pursued) de Raoul Walsh : Grant Callum
- 1947 : Jenny et son chien (Driftwood) d'Allan Dwan : Dr. Steve Webster
- 1949 : C-Man de Joseph Lerner : Cliff Holden, alias William Harrah
- 1949 : Un homme de fer (Twelve O'Clock High) de Henry King : Maj. Harvey Stovall
- 1950 : Sierra de Alfred E. Green : Jeff Hassard
- 1950 : La Main qui venge (Dark City) de William Dieterle : Capt. Garvey
- 1951 : L'Attaque de la malle-poste (Rawhide) d'Henry Hathaway : Yancy
- 1951 : Le Sentier de l'enfer (Warpath) de Byron Haskin: Sam Quade
- 1952 : My Son John de Leo McCarey : Dan Jefferson
- 1952 : Les Rivaux du rail (Denver and Rio Grande) de Byron Haskin : Gen. William J. Palmer
- 1952 : Ça pousse sur les arbres (It grows on trees) de Arthur Lubin : Phil Baxter
- 1953 : La Tunique (The Robe) de Henry Koster : Justus
- 1954 : La Tour des ambitieux (Executive Suite) de Robert Wise : Jesse Q. Grimm
- 1954 : Ici brigade criminelle (Private Hell 36) de Don Siegel : Capt. Michaels
- 1954 : Noël blanc (White Christmas) de Michael Curtiz : Major General Thomas F. Waverly
- 1955 : Un homme est passé (Bad Day at Black Rock) de John Sturges : Sheriff Tim Horn
- 1955 : Pavillon de combat (The Eternal Sea) de John H. Auer : Vice-Adm. Thomas L. Semple
- 1955 : It's a Dog's Life de Herman Hoffman : Mr. Wyndham
- 1956 : On the Threshold of Space de Robert D. Webb: Dr. Hugh Thornton
- 1956 : Crépuscule sanglant de Jack Arnold : Sheriff Jade Murphy
- 1956 : X l'Inconnu (X the Unknown) de Leslie Norman : Dr. Adam Royston
- 1956 : Je ne suis pas un espion (Three Brave Men) de Philip Dunne : Rogers
- 1956 : The Great Man de Jose Ferrer : Philip Carleton
- 1957 : Quarante tueurs (Forty Guns) de Samuel Fuller : Sheriff Ned Logan
- 1957 : Bernardine (en) de Henry Levin : J. Fullerton Weldy
- 1958 : Smoke Jumpers
- 1958 : Le Fier rebelle (The Proud Rebel) de Michael Curtiz : Harry Burleigh
- 1958 :  Bagarres au King Créole (King Creole) de Michael Curtiz : Mr. Fisher
- 1959 : Au risque de se perdre (The Nun's Story) de Fred Zinnemann : Dr. Van Der Mal
- 1960 : Cet homme est un requin (Cash McCall) de Joseph Pevney : Grant Austen
- 1960 : Elmer Gantry le charlatan (Elmer Gantry) de Richard Brooks : William L. Morgan
- 1961 : La Soif de la jeunesse (Parrish) de Delmer Daves: Sala Post
- 1961 : Branle-bas au casino (The Honeymoon Machine) de Richard Thorpe : Admiral Fitch
- 1962 : La Plus Belle Fille du monde (Billy Rose's Jumbo) de Charles Walters : John Noble
- 1963 : Mr. Novak (série TV) : Principal Albert Vane (1963 - 1964) (unknown episodes)
- 1967 : First to Fight de Christian Nyby : Lt. Col. Baseman
- 1968 : Tiger by the Tail de R. G. Springsteen : Top Polk
- 1968 : Les Cinq Hors-la-loi (Firecreek) de Vincent McEveety : Whittier
- 1968 : Le Jour des Apaches (Day of the Evil Gun) de Jerry Thorpe: Jimmy Noble
- 1969 : Smith ! de Michael O'Herlihy : Judge James C. Brown
- 1969 : The Lonely Profession (TV) : Charles Van Cleve
- 1970 : La Lettre du Kremlin (The Kremlin Letter) de John Huston : Highwayman
- 1970 : La Fraternité ou la Mort (The Brotherhood of the Bell) (TV) : Chad Harmon
- 1971 : Point limite zéro (Vanishing Point) de Richard C. Sarafian : Prospector and snake catcher
- 1971 : Incident in San Francisco (TV) : Sam Baldwin
- 1972 : La Corruption, l'Ordre et la Violence (The Glass House) (TV) : Warden Auerbach
- 1972 : The Delphi Bureau (en) (TV) : Matthew Keller
- 1972 : Columbo : The Most Crucial Game (TV) : Walter Cunnell
- 1973 : The Stranger (TV) : Carl Webster
- 1973 : I Heard the Owl Call My Name (TV) : Bishop
- 1974 : God Bless Dr. Shagetz
- 1974 : Le Prix d'un meurtre (The Hanged Man) (TV) : Josiah Lowe
- 1975 : The Great Lester Boggs : Grandather Vandiver
- 1975 : So Sad About Gloria : Frederick Wellman
- 1976 : L'Affaire Lindbergh (The Lindbergh Kidnapping Case) (TV) : Koehler
- 1977 : Destruction planète Terre (End of the World) de John Hayes : Ray Collins
- 1978 : Le Jeu de la mort (Game of Death) : Dr. Land
- 1980 : Le Droit à la justice (Gideon's Trumpet) (TV) : Sixth Supreme Court Justice
- 1980 : L'Incroyable Alligator (Alligator) de Lewis Teague: Slade
- 1987 : Evil Town : Doctor Shagetz